# Shin’ichirō Watanabe
Shin’ichirō Watanabe (jap. 渡辺 信一郎 Watanabe Shin’ichirō; ur. 24 maja 1965 w Kioto) – japoński reżyser, scenarzysta i producent. Największą sławę przyniosły mu anime Cowboy Bebop, seria OAV Macross Plus, a później Samurai Champloo.
Watanabe znany jest z mieszania różnych gatunków, np. w Cowboyu Bebopie klasyczny kowbojski western miesza się z film noir, filmami akcji rodem z Hongkongu i jazzem. W Samurai champloo zmieszały się ze sobą: hip-hop, feudalny świat samurajów z okresu Edo oraz Japonia na początku XXI wieku.
Czasami, z racji podobnego nazwiska, mylony jest z Shin’ichim Watanabe, twórcą m.in. Excel Sāgi i Puni Puni Poemi.

## Kariera
Watanabe zadebiutował jako współreżyser serii OAV Macross Plus tokijskiego studia anime Studio Nue. Jego kolejnym dziełem było dwudziestosześcioodcinkowe anime zatytułowane Cowboy Bebop (1998), a następnie pełnometrażowy film na podstawie owego serialu – Cowboy Bebop: Tengoku no tobira (2001). W 2003 roku powstały jego pierwsze produkcje skierowane bezpośrednio do amerykańskiej widowni – dwa odcinki serii Animatrix: Opowieść detektywa i Historia ucznia. Następnym dziełem Watanabe była dwudziestosześcioodcinkowa seria – Samurai Champloo.